# Lantern (software)
Lantern è un software shareware peer-to-peer per l'elusione della censura su Internet. Fornisce un modo per bypassare un filtro che blocca l'accesso ad Internet, attraverso una rete di utenti attendibili, ma non si tratta di uno strumento di anonimato quale è invece Tor.
CEO di Lantern e capo sviluppatore è Adam Fisk, un ex ingegnere della LimeWire e LittleShoot.
Nelle prime versioni, Lantern richiedeva agli utenti l'utilizzo di Google Talk per invitare altri utenti attendibili presenti nella lista dei loro contatti. Il progetto è finanziato anche attraverso fondi del Dipartimento di Stato statunitense, fatto che ha sollevato alcune preoccupazioni circa la privacy degli utenti. Fisk ha escluso qualsiasi ingerenza del Dipartimento nella gestione del programma.
All'inizio del dicembre 2013 Lantern ha assistito ad una diffusione senza precedenti fra gli utenti cinesi, passati da 200 a circa 10.000 in appena due settimane.. Poco dopo, la rete era quasi bloccata dal governo cinese.
La versione 2.0 è stata pubblicata nel 2015, agli utenti non è più necessario l'invito da parte di altri già iscritti per potersi registrare.
Il software è finanziato da 2,2 milioni di dollari (HK$ 17,1 milioni) dal dipartimento di stato USA.